# Parastenophis betsileanus
Parastenophis betsileanus (Günther, 1880) è un serpente della famiglia Lamprophiidae, endemico del Madagascar. È l'unica specie nota del genere Parastenophis.

## Distribuzione e habitat
La specie è comune nelle foreste umide del versante orientale del Madagascar.